# Frederik II van Isenberg
Frederik II van Isenberg (omstreeks 1217 - 1230) was de tweede zoon van graaf Frederik van Altena-Isenberg en Sofia van Limburg, dochter van hertog Walram III van Limburg.

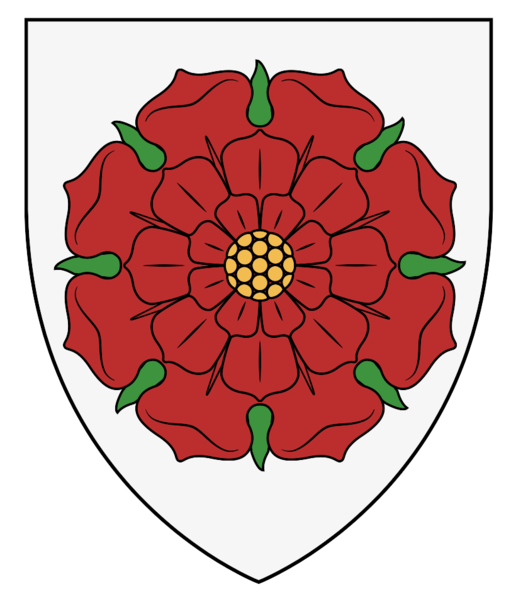
Frederik II van Isenberg

## Levensloop
Samen met zijn broer Diederik, die in 1243 als graaf van Limburg werd erkend, streed Frederik II op jonge leeftijd met hulp van troepen van oom hertog Hendrik IV van Limburg, in een vete met de graaf van Altena-Mark. Inzet was het verloren graafschap van zijn vader, waar de graaf Van Mark zich meester van had gemaakt.  Nog voor dat doel was bereikt stierf Frederik als tiener.

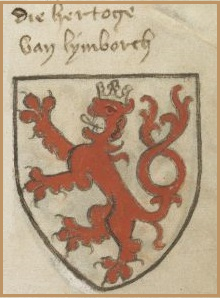
Wapen Hertog Hendrik IV van Limburg Vesdre

De broers werden ook gesteund door hun ooms van vaderszijde Diederik, Engelbert, Bruno, Adolf en Willem. Opmerkelijk is dat een belangrijk veldheer voor de Isenbergers, edelheer Gerard van Wildenberg naaste verwant was van Aleidis III van Wildenberg, Abdis van het Rijksadellijke vrije dames sticht Essen. Uit het conflict tussen haar met hun vader de voogd van de voogdij van Essen, Frederik van Altena-Isenberg is heel de tragedie voortgevloeid. Een keerpunt in de geschiedenis.